# Nurgül Yeşilçay
Nurgül Yeşilçay, född den 26 mars 1976 i Afyonkarahisar, är en turkisk film- och teaterskådespelerska.
Hon har studerat drama vid Anadolu-universitetet i Eskişehir. Efter sin examen spelade hon huvudroller i flera teaterpjäser, såsom "Ofelia" i Hamlet och "Blanche DuBois" i Linje Lusta. Hon gjorde sin professionella filmdebut 2001 och har därefter medverkat i ett stort antal filmer och TV-serier. För svensk publik torde hon vara mest känd för TV-serien Förväxlingen (från 2014–2017, svensk TV 2016–2019).